# Тикач
Тика́ч (болг. Тъкач) — село в Шуменській області Болгарії. Входить до складу общини Каолиново.

## Населення
За даними перепису населення 2011 року у селі проживали 692 особи.
Національний склад населення села:
| Національність   | Кількість осіб | Відсоток |
| ---------------- | -------------- | -------- |
| турки            | 544            | 81,2 %   |
| цигани           | 116            | 17,3 %   |
| інша             | 0              | 0 %      |
| Всього відповіли | 670            |          |

Розподіл населення за віком у 2011 році:
Динаміка населення: